# 우도 (서산시)
우도 (牛島)는 대한민국 충청남도 서산시의 가로림만에 위치한 섬이다. 행정구역상으로는 서산시 지곡면 도성리와 중왕리에 속한다. 섬의 모양이 소처럼 생긴 데에서 우도라는 이름이 유래하였으며, 우리말로는 '소섬' 또는 '쇠섬'이라고도 한다. 우도는 본섬인 대우도(大牛島)와 부속섬인 소우도(小牛島), 분점도(分占島)로 나뉘며 이들 섬을 전부 합친 총면적은 80,000m2에 달한다. 인구는 34세대 74명 (2008년)이다.
2007년 12월 태안 기름유출 사고 당시 직접적인 피해를 입었던 섬 중 하나이기도 하다. 2008년에는 이장이 KBO와 자매결연을 맺었다.
최근까지 디젤 발전기를 이용해 전기를 생산했던 에너지 낙후지역이이었지만 2015년 에너지관리공단이 추진하는 '친환경에너지 융복합지원사업'에 응모해 대상지로 선정되었다. 이후 팔봉면 고파도, 대산읍 웅도와 함께 태양광 시스템 55개, 태양열 시스템 15개, 풍력발전기 2개를 2016년 상반기까지 설치하였다.

## 위치
- 대우도: 북위 36° 55′ 52″ 동경 126° 20′ 21″ / 북위 36.931153°  동경 126.339257°
- 소우도: 북위 36° 56′ 19″ 동경 126° 20′ 11″ / 북위 36.938513°  동경 126.336411°
- 분점도: 북위 36° 55′ 07″ 동경 126° 21′ 10″ / 북위 36.918678°  동경 126.352648°

## 같이 보기
- 간월도
- 고파도
- 웅도

## 학교
- 산성초등학교 우도분교